# Lijst van burgemeesters van Rijnsaterwoude
Dit is een lijst van burgemeesters van de voormalige Nederlandse gemeente Rijnsaterwoude tot die gemeente op 1 januari 1991 opging in de nieuwe gemeente Jacobswoude.
| Ambtsperiode | Naam burgemeester                    | Partij of stroming | Bijzonderheden                                                                              |
| ------------ | ------------------------------------ | ------------------ | ------------------------------------------------------------------------------------------- |
| 1825 - 1827  | Carel Piek                           |                    |                                                                                             |
| 1828 - 1843  | Wilhelmus Leonardus Kalkoven         |                    |                                                                                             |
| 1843 - 1869  | Pieter van Schravendijk (1806-1869)  |                    | tevens burgemeester van Woubrugge (1852-1869) en Hoogmade (1852-1855)                       |
| 1869 - 1879  | Dirk van Schravendijk (1835-1879)    |                    |                                                                                             |
| 1879 - 1897  | Pieter van Schravendijk (1852-1897)  |                    | vanaf 1882 tevens burgemeester van Ter Aar                                                  |
| 1897 - 1921  | Theodorus Coenradus Casparus Ninaber |                    | eerder burgemeester van Heerjansdam, tevens burgemeester van Leimuiden (1896-1921)          |
| 1922 - 1956  | Johannes Arnoldus Bakhuizen          | ARP                | tevens burgemeester van Leimuiden (1922-1956) en burgemeester van Nieuwveen (1936-1956)     |
| 1956 - 1966  | Bauke Kammenga                       | partijloos         | tevens burgemeester van Leimuiden en Nieuwveen                                              |
| 1966 - 1976  | Herman Lodewijk Breen                | CHU                | tevens burgemeester van Leimuiden en Nieuwveen, eerder burgemeester van Kamerik en Zegveld. |
| 1976 - 1985  | Gerard (G.J.) van der Kroft          | KVP / CDA          | tevens burgemeester van Leimuiden en Nieuwveen, later burgemeester van Lisse                |
| 1985 - 1991  | Maarten (M.J.J.M.) Boelen            | VVD                | tevens burgemeester van Leimuiden en Nieuwveen, later burgemeester van Rijneveld/Rijnwoude  |